# 茅野市立米沢小学校
茅野市立米沢小学校（ちのしりつよねざわしょうがっこう）は長野県茅野市にある､2013年で創立140周年を超える、歴史と伝統を兼ね備えた市立小学校である。
一学年から六学年まで全ての学級が2クラス維持されている。車山高原、蓼科高原などの観光地に囲まれており、ツーリングの聖地のひとつであるビーナスラインの途中にある。
小学校の裏手に丸山と呼ばれる小高い山があり、山頂に畑とアスレチックがある。

## 行事
（特色ある学校づくり）
地域の支援を受けながら、地域に根ざした学校づくりを進め、子ども豊かな学力と豊かな人間性を育む
- 小学校3年生で諏訪地域の市町村を遠足する「諏訪見学」があり、小学校が管理する田んぼと畑で毎年収穫祭を実施する。
- 小学校6年生で東京都へ修学旅行を行う。
- 国会議事堂では茅野市を含む選挙区（衆議院長野県第4区、参議院長野県選挙区、各比例区等）選出の国会議員と会う場面がまれにある。
- 地域講師によるふれあい教室
- みどり市。福寿草、米沢保育園との交流会
- 隣接の里山「丸山」の自然を生かした体験活動
- 読書活動の充実
- 学力向上の取り組み

## 周辺
- 長野県道192号茅野停車場八子ヶ峰公園線
- 米沢保育園
- 中大塩保育園
- 米沢郵便局
- 棚畑遺跡(土偶、国宝、縄文のビーナス出土)
- 駒形遺跡

## 最寄駅
- 東日本旅客鉄道（JR東日本）中央本線：茅野駅